# Screen Gems
Screen Gems — американская кино- и телевизионная компания, составная часть Sony Pictures Motion Picture Group, которой с 1999 года владеет Sony Pictures Entertainment, дочерняя компания японской Sony Corporation.
Крупным подразделением Screen Gems является компания Columbia Pictures.

## История
В 1940-е гг. Капра ушёл со студии Columbia. Гэри Кон смог поправить пошатнувшиеся дела за счёт контракта с Ритой Хейворт, которая после фильма «Гильда» стала одной из самых востребованных кинодив. Он также одним из первых киномагнатов научился извлекать прибыль из телевизионного бума 1950-х, переориентировав подразделение Screen Gems с дешёвой анимации на производство непритязательных телесериалов вроде «Моя жена меня приворожила».
Как и другие студии-мейджоры, в конце 1960-х компания оказалась на грани банкротства и была вынуждена искать крупного инвестора со стороны. Ущерб репутации кинокомпании нанесли и махинации её руководителя Дэвида Бегельмана. В 1980 г. контроль над компанией приобрёл концерн Coca-Cola. В конце 1980-х, когда японские транснациональные корпорации начали экспансию на рынок США, за $3.4 млрд контрольный пакет акций выкупила Sony Corporation.